# موش‌صاریغ دم‌چاق کوتوله
موش‌صاریغ دم‌چاق کوتوله (نام علمی: Thylamys velutinus) نام یک گونه از سرده موش‌صاریغ‌های دم‌چاق است.